# Földessy Vilmos
Földessy Vilmos, vezetékneve olykor Földesi formában is, született Frisch Vilmos (Arad, 1880. január 24. – Budapest, 1964. október 29.) színész, színigazgató.

## Életútja
Frisch Sámuel szabómester és Waagmann Róza fia. Iskoláit Aradon fejezte be. Miután felkerült Budapestre, beiratkozott a Színművészeti Akadémiára, amelyet egy évi megszakítással elvégzett, amikor bevonult a haditengerészethez. Körülhajózta az egész Atlanti- és Csendes-óceánt. Első szerződése Kövessy Albert színigazgatóhoz kötötte, Újvidékre. Első szerepe a Lucrezia Borgiában Gennaro szerepe volt. Ezután végigbarangolta egész Nagy-Magyarországot. Igazgatói Krecsányi, Dobó, Csóka, Pesti Ihász, Monori, Bihari, stb. voltak. Két évig Münchenben és Berlinben élt, ahol a Deutsches Theater rendezőjeként működött. Az első világháborúban zászlós és végül mint főhadnagy vett részt. Az összes legénységi kitüntetéseket és kétszer a Signum Laudist kapta meg. Az első világháború után egy részvénytársasággal együtt megalapította az újpesti Blaha Lujza Színházat, amelyet három évig igazgatott. Ő volt, aki Újpesten állandósította a színházat, ahová csak egy-egy hónapra jöttek el vidéki színészek. 1930-ban vidéken működött mint jellemszínész és rendező. 

## Családja
Első felesége Halász Anna színésznő volt (Latabár Endre Gyula özvegye), akit 1904. január 30-án Kecskeméten vett nőül. 1938-ban elváltak. Második házastársa, 1958-től Kordercza Mária volt. 

## Főbb szerepei
- William Shakespeare: A velencei kalmár – Shylock
- William Shakespeare: Lear király – címszereplő
- Lengyel Menyhért: Tájfun – Tokeramo
- Moliére: A fösvény – Harpagon